# Лісисте
Лісисте (рос. Лесистое) — селище Нестеровського району, Калінінградської області Росії. Входить до складу Чистопрудненського сільського поселення.
Населення —  35 осіб (2015 рік). 

## Населення
| 2002 | 2010 |
| ---- | ---- |
| 58   | ↘35  |